# Patrick Vallençant
Patrick Vallençant (Lione, 9 giugno 1946 – Revens, 28 marzo 1989) è stato uno scialpinista, alpinista, guida alpina e maestro di sci francese.
È famoso per le sue discese di sci estremo effettuate sulle Alpi e su montagne extraeuropee negli anni settanta, molte delle quali prime discese.

## Biografia

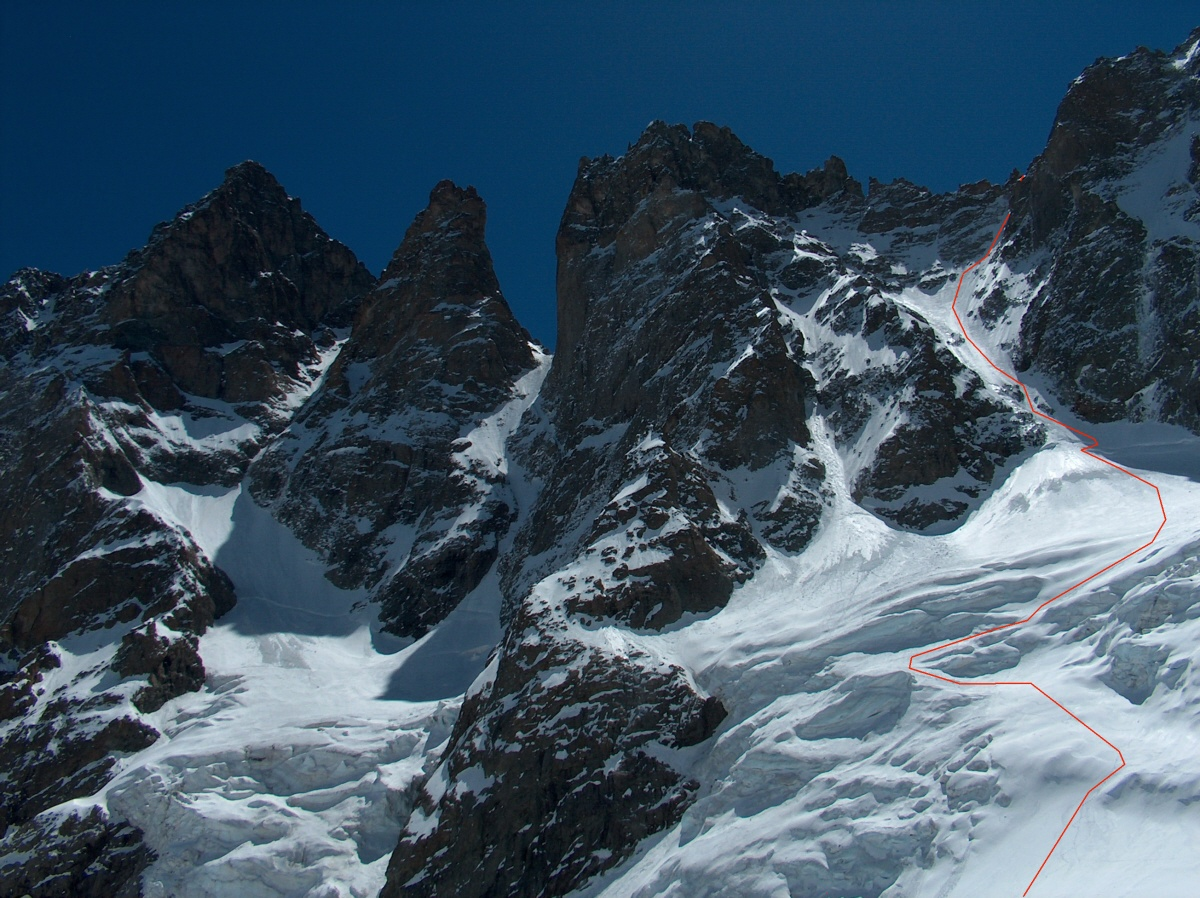
A sinistra il couloir nord-ovest del Pic Sans Nom. Al centro il couloir nord del Coup de Sabre, due impegnative prime discese realizzate da Vallençant il 6 e 7 giugno 1975.

Incomincia a sciare da adolescente sulle montagne intorno a Lione. A diciotto anni lascia la scuola ed entra nella Ecole Militaire de Haute Montagne di Chamonix, ma dopo due anni ne viene espulso. Nel 1966 conosce Marie-José, la sua futura moglie e compagna di molte discese, con la quale pratica il lavoro di maestro di sci nelle principali stazioni sciistiche francesi. Nel 1969 nasce il loro figlio Yannick. Nel 1973 Patrick diviene anche guida alpina.
È in questi anni compie le prime discese di sci estremo, sulle montagne del massiccio del Monte Bianco e degli Écrins.
Come alpinista realizza anche la prima salita di alcune vie, come la goulotte Boivin-Vallençant sul Grand Pilier d'Angle. Si tratta di una variante aperta il 23 luglio 1975 con Jean-Marc Boivin e collega la prima parte della via Cecchinel-Nominé con l'uscita della Dufour-Fréhel.
Nel 1978 crea gli "Stage Vallençant" a Chamonix, in cui insegna le tecniche dello sci estremo.
Nel 1983 fonda l'azienda di abbigliamento Degré 7, insieme allo stilista Ingrid Büchner.
Muore il 28 marzo 1989, in seguito ad un incidente mentre arrampicava nella falesia di Beaume Rouge nelle Cevenne. Un mese dopo scompare anche la moglie Marie-José, durante un lancio di bungee jumping.

## Discese di sci estremo
Nella lista seguente sono elencate alcune delle discese più significative di Patrick Vallençant:
- Couloir des Italiens - Grande Casse - 10 maggio 1971 - Prima discesa
- Parete nord classica - Tour Ronde - 20 giugno 1971 - Prima discesa[6]
- Couloir a Y - Aiguille d'Argentière - 7 luglio 1972 - Prima discesa con la moglie Marie-José[7]
- Parete nord - Bellecôte - 27 aprile 1973 - Prima discesa con R. Blanc[8]
- Couloir Whymper - Aiguille Verte - 8 luglio 1973 - Seconda discesa con Anselme Baud
- Couloir Couturier - Aiguille Verte - 5 agosto 1973 - Prima discesa in sci senza elicottero, con Anselme Baud.[9]
- Couloir nord - Coup de Sabre - 6 giugno 1975 - Prima discesa[10][11]
- Couloir nord-ovest - Pic Sans Nom - 7 giugno 1975 - Prima discesa[12][13]
- Couloir nord - Col du Diable - 8 giugno 1975 - Prima discesa
- Couloir nord - Barre Noire - 11 giugno 1975
- Couloir Gravelotte - Meije - 1975 - Prima discesa
- Parete nord, via di destra - Aiguille Blanche de Peuterey - 29 maggio 1977 - Prima discesa con Anselme Baud[14]
- Versante nord-est - Colle del Peuterey - 31 maggio 1977 - Seconda discesa con Anselme Baud dopo la prima di Jean-Marc Boivin e Patrick Gabarrou del 29 maggio[14]
- Parete sud-ovest e parete nord - Huascarán - 1978 - Prima discesa
- Parete sud-est - Artesonraju - 1978 - Prima discesa